# Guillermo Fratta
Guillermo Fratta, vollständiger Name Guillermo Fratta Cabrera, (* 19. September 1995 in Rocha) ist ein uruguayischer Fußballspieler.

## Karriere

### Verein
Der 1,88 Meter große Defensivakteur Fratta wechselte 2011 von Palermo aus der Liga Rochense de Fútbol zur U-16 des uruguayischen Profiklubs Defensor Sporting. Mit der von Ricardo Meroni trainierten U-19 des Vereins wurde er 2014 in der Cuarta Division Uruguayischer Meister. Er gehört seit 2015 dem Profikader des Erstligisten an und stand bereits am 15. Februar 2015 als Ersatzspieler im Aufgebot eines Erstligaspiels. Sein Debüt in der Primera División feierte er unter Trainer Juan Tejera am 14. Februar 2016 beim 2:3-Auswärtssieg gegen den Danubio FC mit einem Startelfeinsatz. Dabei erzielt er bereits in der 4. Spielminute die 1:0-Führung seiner Mannschaft. In der Saison 2015/16 bestritt er 13 Erstligabegegnungen (ein Tor) und drei Partien (kein Tor) der Copa Sudamericana 2015. Anfang Juli 2016 wurde er an den Erstligaaufsteiger Boston River ausgeliehen, für den er in der Spielzeit 2016 14-mal (drei Tore) in der höchsten uruguayischen Spielklasse auflief.

### Nationalmannschaft
Fratta gehört spätestens seit 2015 der U-20-Auswahl Uruguays unter Trainer Fabián Coito an. Dort wurde er am 29. März 2015 bei der 0:1-Niederlage gegen Usbekistan in der 45. Spielminute für Jaime Báez eingewechselt. Auch zwei Tage später kam er bei der 0:3-Auswärtsniederlage im Freundschaftsländerspiel gegen Portugal als Einwechselspieler in der 46. Spielminute für Agustín Ale zum Einsatz. In einer vom Trainerstab um Fabián Coito getroffenen Vorauswahl für die eventuell für den uruguayischen U-22-Kader bei den Panamerikanischen Spielen 2015 in Toronto zu nominierenden Spielern fand er Berücksichtigung. Im am 19. Mai 2015 bekanntgegebenen vorläufigen Kader fehlt er dann aber.

### Erfolge
- Uruguayischer Meister mit der U-19: 2014